# الدار الوطنية للجنود المتطوعين ذوي الإعاقة

## فروع دور الرعاية الوطنية للجنود المتطوعين ذوي الإعاقة

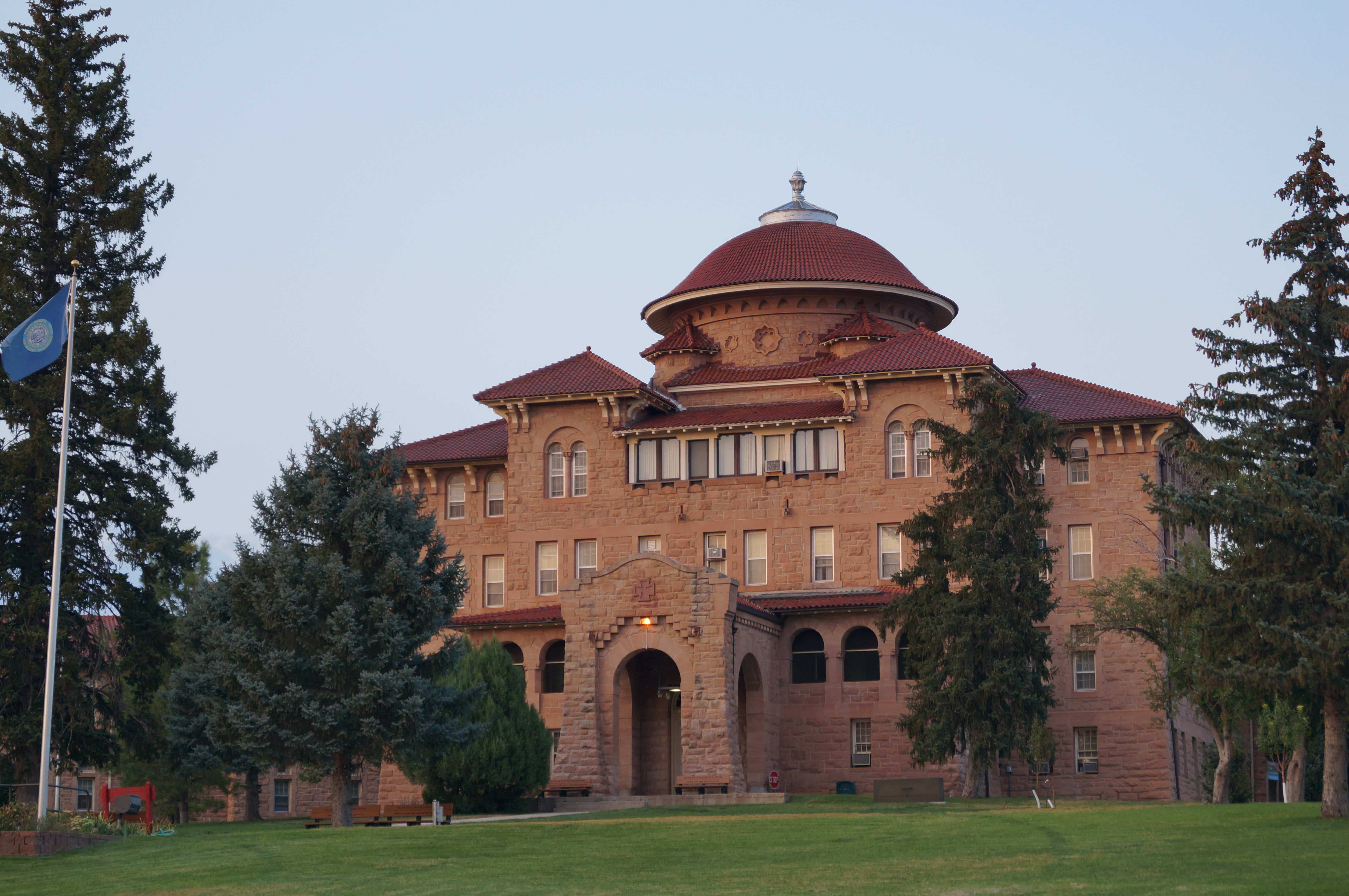
مصحة باتل ماونتن في هوت سبرينغز، داكوتا الجنوبية

تم إنشاء "اللجوء الوطني للجنود المتطوعين المعاقين" في 3 آذار 1865 في الولايات المتحدة من قبل الكونغرس لتقديم الرعاية للجنود المتطوعين الذين أصيبوا بالإعاقة نتيجة فقدان أحد الأطراف، أو الجروح، أو الأمراض، أو الإصابات خلال خدمتهم في قوات الاتحاد أثناء الحرب الأهلية الأميركية.
في البداية، كان من المخطط أن يتم تشكيل ما يسمى باللجوء، الذي أُطلق عليه لاحقًا اسم "المنزل"، والذي يتكوم من ثلاثة فروع: في الشمال الشرقي، وفي المنطقة الوسطى شمال نهر أوهايو، وفي ما كان يُعتبر آنذاك الشمال الغربي، أي الجزء العلوي الحالي من الغرب الأوسط.
أضاف مجلس المديرين، المكلف بإدارة "المنزل"، سبعة فروع أخرى بين عامي 1870 و1907 مع توسع شروط الأهلية التي سمحت لعدد أكبر من المحاربين القدامى بالتقدم للقبول.
أدت آثار الحرب العالمية الأولى، التي أسفرت عن وجود أكثر من خمسة ملايين رجل وامرأة من المحاربين القدامى، إلى تغييرات جذرية في "المنزل الوطني" وجميع الوكالات الحكومية المسؤولة عن مزايا المحاربين القدامى.
في عام 1930، تم إنشاء "إدارة المحاربين القدامى" لتوحيد جميع برامج المحاربين القدامى ضمن وكالة فدرالية واحدة. وقد أدت الحروب العديدة منذ ذلك الحين في القرنين العشرين والحادي والعشرين إلى زيادة عدد المحاربين القدامى الذين يحتاجون إلى خدمات.

## بداية البيت الوطني

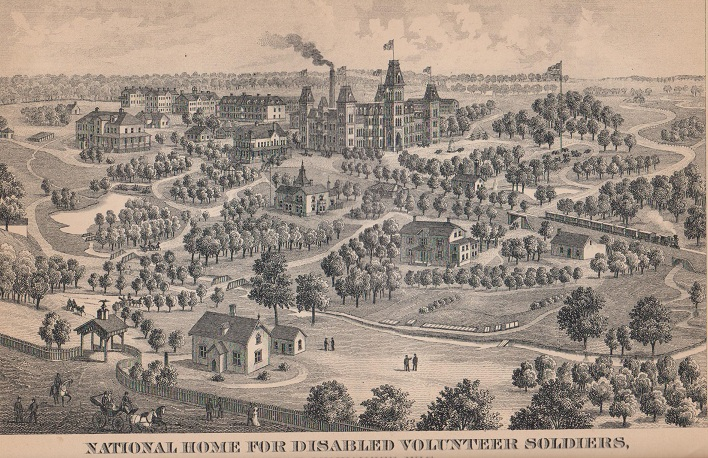
رسم توضيحي لموقع دار المحاربين المتطوعين الوطنيين ذوي الإعاقة في ميلووكي، من طبعة عام 1885 من كتاب ويسكونسن الأزرق.

كان "المنزل الوطني للجنود المتطوعين المعاقين" يُعرف في الأصل باسم "اللجوء الوطني" في التشريع الذي أقرّه الكونغرس ووقعه الرئيس أبراهام لينكولن ليصبح قانونًا في آذار 1865.
استُخدم مصطلح "اللجوء" في القرن التاسع عشر لوصف المؤسسات التي تعتني بأعضاء المجتمع المعتمدين، مثل المجانين والفقراء، والذين كان يُعتقد أنهم يعانون من حالات مؤقتة يمكن علاجها أو تصحيحها. لكن المصطلح كان له بعض الدلالات السلبية. في كانون الثاني 1873، حصل مجلس المديرين على الموافقة لتغيير الاسم إلى "المنزل الوطني للجنود المتطوعين المعاقين".
منذ حرب الاستقلال الأميركية وحتى الحرب الأهلية، كان عدد قليل من قدامى المحاربين في الحروب الأميركية يحصلون على ثلاثة مصادر للمساعدة من الحكومة الفدرالية. كانت الحكومة تقدم منحًا من الأراضي للمحاربين القدامى كتعويض عن خدمتهم، خاصة بعد حرب الاستقلال، حيث استخدمت نظام منح الأراضي لتطوير الأراضي غير المأهولة للأمة الجديدة. في عام 1833، أنشأت الحكومة الفدرالية "مكتب المعاشات"، الذي قدم دفعات نقدية صغيرة للمحاربين القدامى. إن قلة أعداد المحاربين القدامى والعرض الأكثر جذبًا للحصول على أراضٍ مجانية جعلا نظام المعاشات محدودًا نسبيًا حتى ما بعد الحرب الأهلية.
في عام 1811، حصلت البحرية الأميركية على تفويض من الكونغرس لإنشاء مأوى دائم لقدامى البحارة؛ وبدأ البناء في عام 1827. تم افتتاح "منزل بحارة الولايات المتحدة"، الواقع في فيلادلفيا كجزء من ساحة البحرية، في عام 1833.
وفي عام 1827، اقترح وزير الحرب جيمس باربر مؤسسة مماثلة للجيش، لكن عدم اهتمام الكونغرس ونقص التمويل أديا إلى تأجيل مثل هذا المشروع.
في عام 1851، أُقرّ تشريع قدّمه جيفرسون ديفيس، السيناتور عن ولاية ميسيسيبي ووزير الحرب السابق، من قبل الكونغرس. خصص التشريع الأموال لبناء "منزل جنود الولايات المتحدة". كان "منزل الجنود" مفتوحًا لجميع الرجال الذين كانوا أعضاء منتظمين أو متطوعين في الجيش لمدة 20 عامًا، والذين ساهموا في دعم المنزل من خلال استقطاع جزء من رواتبهم.
عند تنظيم "منزل الجنود" في عامي 1851 و1852، كان من المخطط أن يكون له ما لا يقل عن أربعة فروع. كانت إدارته وتنظيمه قائمين على هيكل القيادة في الجيش، وكان يديره ضباط من الجيش النظامي.
أدار "منزل الجنود" مجلس من المفوضين، كلهم من ضباط الجيش؛ وكان لكل فرع حاكم، ونائب حاكم، وأمين صندوق؛ وكان الأعضاء منظمين في فرق، وكانت حياتهم اليومية تسير وفقًا للجدول العسكري؛ كما كان جميع الأعضاء يرتدون الزي الرسمي؛ وتم توفير ورش عمل للأعضاء الراغبين أو المطلوب منهم العمل.
وعند تنظيم "اللجوء الوطني للجنود المتطوعين المعاقين" في عام 1866، ساعد "منزل الجنود الوطني" مجلس إدارة اللجوء من خلال شرح لوائحه وتقديم اقتراحات.
كانت الحرب الأهلية أول حدث في تاريخ الولايات المتحدة يُعتبر ذا طابع وطني من حيث مشاركة المواطنين، ومن حيث تأثيراته على الحياة اليومية للناس في كل من الشمال والجنوب. كانت الحرب الأهلية حربًا شملت المتطوعين والمجندين، سواء عسكريين أو مدنيين.
ومنذ بداية الحرب، أصبح واضحًا للقادة الاجتماعيين في الشمال أن هناك حاجة إلى برامج جديدة لتقديم الرعاية الطبية للجرحى تتجاوز ما هو متاح ضمن الهيكل العسكري الرسمي.
كانت المنظمة المدنية الرائدة هي "لجنة الصحة الأميركية" (يونايتد ستايتس سانيترِي كوميشن)؛ إذ حصلت على إذن من الرئيس لينكولن في صيف عام 1861 لتقديم الإمدادات الطبية إلى جبهات القتال، وبناء مستشفيات ميدانية يديرها ممرضون متطوعون (معظمهم من النساء)، وجمع الأموال لدعم برامج اللجنة.
ومع استمرار الحرب، بدأ القادة المدنيون في معالجة قضية رعاية الأعداد الكبيرة من قدامى المحاربين الذين سيحتاجون إلى المساعدة بعد انتهاء الحرب.
فضّل أعضاء "لجنة الصحة" نظام المعاشات بدلاً من الرعاية المؤسسية الدائمة للجنود المعاقين؛ إذ خافت اللجنة من أن تتحول المؤسسة الدائمة إلى مأوى للفقراء خاص بالمحاربين القدامى. بينما دعمت مجموعات أخرى، بقوة مماثلة، إنشاء "لجوء للجنود" لضمان توفير رعاية ذات جودة. جمعت هذه المجموعات معلومات عن "اللجوء العسكري" الأوروبي، خصوصًا "الإنڤاليد" في باريس، واستندت إلى الأدلة لدعم آرائها سواء المؤيدة أو المعارضة لفكرة "لجوء الجنود".
عندما وقع الرئيس لينكولن على التشريع الذي أنشأ "اللجوء الوطني للجنود المتطوعين المعاقين" في آذار 1865، كانت الأمة تمر بفترة من المشاعر الوطنية القوية بسبب اقتراب السلام. واعتُبرت انتصار قوات الاتحاد انتصارًا للأمة. وكان إنشاء مؤسسة وطنية لخدمة المحاربين القدامى تأكيدًا لهذا الانتصار الوطني.
عند تأسيس المؤسسة، كان من المحتمل أن يكون الداعمون على وعي محدود بحجم الحاجة المستقبلية بين قدامى المحاربين. لكن، أكثر من 2,000,000 رجل خدموا في جيش الاتحاد، أي ثلث الرجال البيض في سن الخدمة العسكرية (من 13 إلى 43 عامًا في عام 1860). وإذا كان عدد الرجال الذين أصيبوا بالإعاقة خلال الخدمة يساوي سدس عدد الجنود الذين ماتوا في الحرب، لكان عدد المؤهلين لدخول "اللجوء الوطني" أكثر من 300,000.

## مجلس المدراء (1866–1916)
استغرق تنظيم المؤسسة الجديدة وقتًا، بما في ذلك تصميم المبنى وبناؤه. لم تتمكن الشركة الأصلية من تأمين النصاب القانوني لمدة عام بعد حصولها على التفويض. في آذار 1866، أقرّ الكونغرس تشريعًا جديدًا لاستبدال الشركة المؤلفة من 100 عضو بمجلس إدارة من 12 عضوًا، وهي مجموعة أكثر قابلية للإدارة. ومع ذلك، كان عليهم اختيار المواقع، وترتيب الإشراف على مشاريع البناء، وتعيين المسؤولين المحليين أثناء خدمتهم كمتطوعين غير مدفوعي الأجر في وكالة فدرالية مستقلة. استند مديرو اللجوء إلى النماذج السابقة والجهود المحلية لإرشادهم في إنشاء المؤسسة.
اجتمع مجلس إدارة "اللجوء الوطني" لأول مرة في واشنطن العاصمة في 16 أيار 1866. كانت أولويتهم الأولى اختيار مواقع الفروع الثلاثة للمؤسسة الوطنية، بناءً على التوزيع الجغرافي. وضعوا معايير لتقييم الموقع: موقع صحي ذو هواء نقي ومصدر وفير للمياه، يبعد 3 إلى 5 أميال (8.0 كم) عن المدينة، ويضم قطعة أرض لا تقل مساحتها عن 200 فدان (0.81 كم²)، متصلة بالمدينة عبر خط سكة حديد.
أصدر المجلس نشرة للصحف ولحكام الولايات الشمالية يطلب فيها مقترحات لمواقع يتم التبرع بها أو بيعها لاستخدام الفروع. كان الموعد النهائي لتقديم المقترحات قبل 12 تموز. بالإضافة إلى ذلك، أعلن المجلس عن حاجته إلى خطط ومواصفات وتقديرات لبناء مباني اللجوء.
في اجتماع المجلس في أيلول 1866، اقترح الجنرال بنيامين باتلر، رئيس المجلس، شراء منتجع مفلس في توغوس، ولاية ماين، بالقرب من مدينة أوغوستا، ليكون الفرع الشرقي للجوء. وفيما يتعلق بموقع ميلووكي أو الفرع الشمالي الغربي، وجه المجلس لجنة تنفيذية لزيارة المدينة لاختيار موقع. كما تمت مناقشة المواقع المحتملة للفرع المركزي.
في اجتماع المجلس بتاريخ 7 كانون الأول 1866، أعلنت اللجنة التنفيذية موافقتها على موقع ميلووكي. وجههم المجلس بالعودة إلى ميلووكي لشراء موقع وترتيب بناء مباني اللجوء، وكذلك نقل المحاربين القدامى الذين يقيمون حاليًا في "منزل جنود ويسكونسن" في ميلووكي، الذي كانت تديره "سيدات إدارة جمعية المنزل". وفي نفس الاجتماع، وافق المجلس على شراء موقع توغوس. كان المحاربون القدامى قد نُقلوا بالفعل إلى الفندق السابق في الموقع في تشرين الثاني 1866. ولم يتم اختيار موقع الفرع المركزي في دايتون، أوهايو، حتى أيلول 1867.
استند اختيار مواقع الفروع الثلاثة إلى ثلاثة دوافع: عملية، وسياسية، واقتصادية. أولاً، احتاج المجلس إلى مواقع جاهزة للاستخدام الفوري قبل الشتاء الثاني بعد الحرب، وقبل وقت انتخابات تشرين الثاني 1866. كان موقع توغوس، كونه منتجعًا سابقًا، يحتوي على عدد كافٍ من المباني المناسبة لإيواء المحاربين القدامى المعاقين. اختيار دايتون كموقع للفرع المركزي أرضى فصيل أوهايو القوي في الكونغرس، وكذلك العديد من جنرالات الاتحاد من أوهايو، خصوصًا ويليام تيكومسيه شيرمان. أما اختيار الفرع الشمالي الغربي في ميلووكي فقد أدى إلى حصول مجلس الإدارة على تبرع نقدي كبير من "سيدات الإدارة"، مما مكنهم من شراء الموقع وبدء البناء.
بينما كانت تُستكمل المباني الأولى في الفرع الشمالي الغربي بين 1867 و1869، ركّز مجلس الإدارة جهوده على البناء في الفرع المركزي، وعلى إعادة بناء المنشآت في الفرع الشرقي الذي دُمر في حريق عام 1868. رغم أن العضوية قد زادت في السنوات الأولى من افتتاح اللجوء، شعر المجلس بأن العضوية ستبدأ في الانخفاض قريبًا.
استند المجلس في ذلك إلى الاعتقاد بأن أي محارب قديم يحتاج اللجوء كان قد دخله بالفعل، وأنه مع تحسن صحتهم أو تعلمهم مهارات عمل جديدة، سيغادرون اللجوء.
في عام 1868، اعتمد المجلس قرارًا يقصر عدد الفروع على الفروع الثلاثة القائمة.
أدت مشاكل بناء المبنى الرئيسي في الفرع الشمالي الغربي، والقلق بشأن قسوة الشتاء في كل من الفرعين الشمالي الغربي والشرقي، إلى قيام المجلس بفتح فرع رابع في عام 1870 في موقع ذي مناخ أدفأ؛ حيث كانت هناك مبانٍ جاهزة للاستخدام الفوري. بالإضافة إلى ذلك، ازداد عدد المحاربين القدامى الذين تقدموا للحصول على الخدمات.
تأسس الفرع الجنوبي لـ "اللجوء الوطني" في تشرين الأول 1870، مع شراء المجلس لـ "كلية تشيسابيك للبنات" في هامبتون، ولاية فرجينيا.
وقد بُني المبنى الرئيسي لهذا الفرع الجديد في عام 1854 واستخدم كمرفق رئيسي للكلية. كما استُخدم المبنى كمستشفى لكل من قوات الاتحاد والكونفدرالية. وفي فترة الكساد الاقتصادي بعد الحرب الأهلية، لم تُفتح الكلية النسائية من جديد. تبع حصول "المنزل الوطني" على هذه الملكية نفس النهج الذي اتبعه قبل أربع سنوات عند شراء منتجع توغوس.
تم تأسيس الفرع الجنوبي لتوفير منشأة ذات مناخ أدفأ لفائدة المحاربين القدامى الأكبر سنًا، ولإيواء الأعضاء السود من الجنوب الذين اعتقد المجلس أنهم سيكونون أكثر اعتيادًا على الموقع الجنوبي، وليرتبط بقلعة مونرو، المجاورة لموقع الفرع الجديد. كانت القوات الفدرالية في قلعة مونرو والمحاربون القدامى في الفرع الجنوبي ستشكل حضورًا قويًا للاتحاد بالقرب من مدينة نيوبورت نيوز الاستراتيجية في ولاية فرجينيا، وهي ولاية كونفدرالية سابقة.
في 23 كانون الثاني 1873، أقرّ الكونغرس قرارًا بتغيير اسم المؤسسة إلى "المنزل الوطني للجنود المتطوعين المعاقين"، ليعكس الطابع الدائم المتزايد للمؤسسة وعضويتها. في عام 1875، شدد تقرير المجلس إلى الكونغرس على الحاجة إلى بناء أماكن إقامة أكبر وبأسرع وقت ممكن.
وتوقع المجلس انخفاضًا تدريجيًا في عدد السكان اعتبارًا من أوائل سبعينيات القرن التاسع عشر، بسبب ارتفاع معدل الوفيات مع تقدم العمر، لكنه أشار أيضًا إلى أنه يتوقع أن يتقدم المزيد من المحاربين القدامى المسنين بطلبات دخول في أواخر سبعينيات وثمانينيات القرن التاسع عشر.
في عام 1875، بدأت مشاريع بناء كبيرة في الفروع الأربعة، ليس فقط لتوفير المزيد من أماكن السكن، بل أيضًا لتوفير المزيد من المرافق الطبية لتلبية الاحتياجات الصحية المتغيرة للأعضاء.
نظرًا لأن أعمار المشاركين في الحرب الأهلية تراوحت بين 13 و43 عامًا في عام 1860، كان من الممكن أن يتوقع "المنزل" استمرار القبول حتى القرن العشرين. أشار المجلس إلى فهم جديد لتكوين السكان عندما أوصى الكونغرس بتغيير متطلبات الأهلية للقبول في المنزل من خلال السماح بالمزايا لجميع الجنود المحتاجين غير القادرين على كسب رزقهم، دون الحاجة إلى تتبع إعاقاتهم إلى خدمتهم العسكرية.
أدرك المجلس أن حرمان هذه المجموعة الكبيرة من المحاربين القدامى من المزايا يعني أن خيارهم الوحيد هو الذهاب إلى دار الفقراء.
في عام 1883، ومع إدراك المجلس للتغييرات التي سيواجهها المنزل مع زيادة العضوية وزيادة الاحتياجات الطبية للأعضاء، أقر بأن "مؤسسة مثل المنزل الوطني يجب أن تتحول بمرور الوقت إلى مستشفى ضخم". وخلص إلى أن جميع المباني الجديدة للمنزل يجب أن تُخطط مع وضع ذلك في الاعتبار.
ونتيجة لذلك، طلب المجلس اعتمادات من الكونغرس لتوسيع المستشفى في الفرع المركزي وبناء مستشفى جديد في الفرع الجنوبي. في اجتماع المجلس في أيلول 1883، ناقش المديرون طلب الكونغرس لنقل حصن رايلي في كانساس إلى المنزل ليصبح منشأة جديدة. فقد فهموا أن الحصن من المحتمل أن يُهجر منذ نهاية معظم الحروب الهندية، وسيكون من السهل تكييفه للاستخدام كمنزل. أجل المجلس الاقتراح، لكن قضية إنشاء فروع إضافية للمنزل الوطني كانت قد أُثيرت.
في 5 تموز 1884، وافق الكونغرس على توصية المجلس بتغيير متطلبات الأهلية للقبول، مما سمح لأي من المحاربين القدامى الذين يعانون من الإعاقة بسبب الشيخوخة أو المرض بالتقدم دون الحاجة إلى إثبات إعاقة مرتبطة بالخدمة. في الواقع، تحملت الحكومة الفدرالية مسؤولية رعاية المحاربين القدامى المسنين؛ فما كان قد أُنشئ كملجأ مؤقت للمعاقين في عام 1866، أصبح منزلًا دائمًا لكبار السن. وقد نص هذا التشريع على توسيع "المنزل الوطني" من خلال السماح بإنشاء فروع غرب نهر الميسيسيبي وعلى الساحل الهادئ.
ومع تخفيف القيود، شهد المنزل زيادة بنسبة 12% في العضوية، لكنه لم يحصل على تمويل إضافي من الكونغرس. عاد المجلس إلى الكونغرس بطلب تمويل لتعويض النقص، بحجة أن المنزل إما سيدخل في ديون، وهو أمر غير قانوني بموجب قانونه الأساسي، أو أنه سيضطر إلى تسريح عدد كبير من الأعضاء لتوفير النفقات.
استمر التوسع في الفروع الأربعة الأصلية بوتيرة أبطأ بعد عام 1884. أوصى تقرير جراحي المجلس لعام 1884 بأن الفرع المركزي أصبح كبيرًا جدًا بالفعل ولا ينبغي توسيعه؛ وأن المناخ القاسي في الفرعين الشرقي والشمالي الغربي يجب أن يحد من نموهما؛ وألا يُسمح للفرع الجنوبي بأن ينمو ليضم أكثر من 1500–2000 عضو. واقترح الجراحون أن إنشاء فروع جديدة سيكون حلاً أفضل من توسيع الفروع القديمة. كما أوصوا بأن بعض الأمراض ستستفيد من العلاج في الفروع المختلفة. وقد حدّ إنشاء فروع جديدة في الغرب وعلى الساحل الهادئ من توسع الفروع القديمة.
في أيلول 1884، اختار المجلس مدينة ليفنوورث في كانساس كموقع جديد، بشرط أن تتبرع المدينة بقطعة أرض مساحتها 640 فدانًا (2.6 كم²) ومبلغ 50,000 دولار لتوفير "الزخرفة"؛ وقد وافقت المدينة في نيسان 1885.
وفي الاجتماع نفسه، أخذ المجلس بعين الاعتبار إنشاء فرع على الساحل الهادئ؛ وقد افتُتح منزل المحاربين القدامى في ساوتيل قرب سانتا مونيكا، كاليفورنيا، في كانون الثاني 1888. حتى مع إنشاء فرعين جديدين، أدرك المجلس أن العضوية ستستمر في الزيادة؛ فاقترح أربعة بدائل لتلبية الاحتياجات.
يمكن إنشاء فروع إضافية؛ أو توسيع الفروع الحالية؛ أو تشجيع الولايات على إنشاء منازل للجنود بتمويل جزئي من الحكومة الفدرالية؛ أو زيادة الدعم المالي للمحاربين القدامى خارج نظام "المنزل".
أنشأ الكونغرس فرعًا جديدًا للمنزل في مقاطعة غرانت، إنديانا، في 23 آذار 1888، مع تخصيص أولي قدره 200,000 دولار، بناءً على توفير سكان المقاطعة إمدادًا من الغاز الطبيعي يكفي لتدفئة وإنارة المنشأة. اختير الموقع بالقرب من مدينة ماريون في إنديانا، وسُميت المنشأة الجديدة بـ "فرع ماريون".
كان فرع ماريون السابع من بين عشرة منازل ومصح واحد تم بناؤها بين 1867 و1902. كانت هذه المنازل تهدف في الأساس إلى توفير مأوى للمحاربين القدامى. ومع الوقت، تطورت المنازل لتصبح مجتمعات مخططة متكاملة، تضم مطابخ وحدائق ومرافق لتربية المواشي، وصُممت لتكون شبه مكتفية ذاتيًا. ويبدو أن هذه المنازل كانت أولى المجتمعات المخططة غير الدينية في البلاد.
بالإضافة إلى ذلك، أقر الكونغرس تشريعًا ينص على تقديم 100 دولار سنويًا لكل محارب قديم مؤهل لـ "المنزل الوطني" ويقيم في منزل للجنود تديره الولاية. وفي عام 1895، أقرّ برلمان إنديانا إنشاء منزل للجنود في الولاية، بُني في مدينة ويست لافاييت، إنديانا.
واصل "المنزل الوطني" مواجهة مشكلات الاكتظاظ والحاجة إلى رعاية طبية أكثر تخصصًا. في عام 1898، وافق الكونغرس على إنشاء الفرع الثامن في دانفيل، إلينوي. وفي عام 1903، تم إنشاء "الفرع الجبلي" بالقرب من مدينة جونسون سيتي، تينيسي. أما آخر منشآت "المنزل الوطني"، فقد كان "مصحة جبل المعركة" في هوت سبرينغز، ساوث داكوتا، في عام 1907. لم يكن هذا الفرع متكامل الخدمات، بل كان مؤسسة متخصصة مفتوحة للأعضاء من أي من الفروع التسعة الأخرى الذين يعانون من الروماتيزم أو السل. لم يكن أي من المرضين قابلًا للعلاج حينها، لكن كان يُعتقد أن المرضى يستفيدون من جفاف الهواء السائد في ذلك الموقع. بين عامي 1900 و1910، ركّز مجلس المديرين معظم اهتمامه على تطوير هذه الفروع الثلاثة الجديدة.

## 1916-1930
في عام 1916، اعتقد مجلس المديرين أن العضوية بدأت في التراجع بسبب تقدم المحاربين القدامى في السن ووفاتهم. لكن، في 6 نيسان 1917، دخلت الولايات المتحدة الحرب العالمية الأولى. وبحلول وقت الهدنة في 11 تشرين الثاني 1918، كان ما يقرب من خمسة ملايين أميركي قد انضموا إلى القوات المسلحة. وفي 6 تشرين الأول 1917، تم تعديل قانون وار ريسك إنشورنس آكت، الذي تم سنّه لأول مرة في عام 1914 لتأمين السفن والبضائع الأميركية ضد مخاطر الحرب، ليوسّع أهلية الانضمام إلى "المنزل الوطني" لتشمل جميع القوات التي خدمت في "الحرب الألمانية". والأهم من ذلك، نص التعديل على أن جميع المحاربين القدامى يحق لهم الحصول على الرعاية الطبية والجراحية ورعاية المستشفيات من الحكومة الفدرالية.
قبل تعديل عام 1917، كان المحاربون القدامى الذين يحق لهم الحصول على هذه الرعاية الطبية هم فقط أعضاء "المنزل الوطني" الذين كان لديهم إمكانية الوصول إلى مستشفيات المنزل. أما بقية المحاربين القدامى، فكانوا يعتمدون على الخدمات الطبية المدنية. وقد عنى تعديل عام 1917 أن جميع المحاربين القدامى أصبحوا مؤهلين للحصول على نفس الرعاية الطبية التي يحصل عليها أعضاء "المنزل الوطني". كانت المرافق الاستشفائية الموجودة في الفروع العشرة للمنزل غير كافية للعناية بالأعداد المحتملة الكبيرة من قدامى محاربي الحرب العالمية الأولى المحتاجين للرعاية الطبية.
في عام 1919، تم توزيع مسؤولية خدمات المحاربين القدامى بين عدة وكالات: تولّت هيئة الصحة العامة للولايات المتحدة توفير الخدمات الطبية والاستشفائية؛ ونظّم مجلس التأهيل المهني الفدرالي برامج إعادة التأهيل؛ وأدار مكتب تأمين مخاطر الحرب (وور ريسك إنشورنس بيرو) تعويضات وتأمينات المحاربين القدامى. وقد كان العبء على مستشفيات الحكومة التابعة لهيئة الصحة العامة للولايات المتحدة كبيرًا إلى درجة أن الهيئة بدأت في التعاقد مع مستشفيات خاصة لتقديم الرعاية الصحية للمحاربين القدامى.
في 4 آذار 1921، استجابةً للحاجة إلى مستشفيات خاصة بالمحاربين القدامى، خصّص الكونغرس أموالًا لبناء مستشفيات إضافية للمحاربين المشمولين بتعديل وار ريسك إنشورنس آكت. بالإضافة إلى ذلك، في عام 1926، ألزم الكونغرس مكتب تأمين مخاطر الحرب بتخصيص أموال لـ "المنزل الوطني" لتمويل التعديلات أو التحسينات على المرافق الحالية للمنزل لتقديم الرعاية للمستفيدين.
مباشرة بعد الحرب، اتخذ "المنزل الوطني" إجراءات لاستيعاب الأعداد الكبيرة من المحاربين القدامى العائدين:
- تحويل مرافق فرعين إلى مستشفيات وتصنيفها للرعاية المتخصصة (فرع مارين للحالات العصبية والنفسية، وفرع ماونتن لمرض السل، وهما الفئتان الأكثر عددًا من حيث المرضى).
- تحديث المرافق القائمة وإنشاء أجنحة خاصة بمرض السل (الفرع المركزي سنترال والفرع المطل على المحيط الهادئ باسيفيك.
- بناء مستشفيات جديدة بالكامل (الفرع الشمالي الغربي نورث وسترن)، باستخدام تمويل من وزارة الخزنة.[23]

في آب 1921، أسس الكونغرس مكتب شؤون المحاربين القدامى لإدارة جميع مزايا المحاربين القدامى.
وفي 29 نيسان 1922، تولّت هذه الوكالة مسؤولية سبعة وخمسين مستشفى للمحاربين القدامى كانت تديرها هيئة الصحة العامة إضافة إلى تسعة مستشفيات كانت قيد الإنشاء من قبل وزارة الخزانة.
أدت مشاركة الأميركيين الأفارقة في الحرب العالمية الأولى وقضايا العنصرية في المجتمع الأميركي إلى تعقيد مسألة رعاية المحاربين القدامى. فقد ضغط الأميركيون الأفارقة على الحكومة الفدرالية، معتبرين أن خدمتهم قد أوجبت على الحكومة مساعدتهم بعد الحرب. وقد واجه الأميركيون الأفارقة صعوبات كبيرة في الحصول على الرعاية الطبية، خصوصًا في الجنوب. ولذلك، أذنت الحكومة الفدرالية ببناء ما كان يُسمّى في البداية "منزل توسكجي – Tuskegee Home"، والذي يُعرف اليوم باسم مركز توسكجي الطبي لإدارة شؤون المحاربين القدامى، على أرض مجاورة لمعهد توسكجي في ألاباما. وقد افتُتح في عام 1923 بسعة 600 سرير، وكان مخصصًا لخدمة 300,000 من المحاربين الأفارقة الأميركيين في الجنوب. وبحلول عام 1973، كان المجمع يضم 27 مبنى وأكثر من 2,300 سرير.
بحلول عام 1926، بدأ المجلس يلاحظ اتجاهًا جديدًا في استخدام المحاربين القدامى لـ "المنزل الوطني". فقد كان معظم قدامى الحرب العالمية الأولى يتلقون العلاج الطبي ويعودون إلى الحياة المدنية، بدلاً من الانضمام إلى برنامج الإقامة الدائمة في "المنزل".
وأشار المجلس إلى أن تكاليف الرعاية الاستشفائية كانت تقارب ثلاثة أضعاف تكاليف الرعاية السكنية، كما أنها تتطلب استثمارات رأسمالية كبيرة في المستشفيات والمعدات الطبية والكوادر المتخصصة. وبحلول عام 1928، خلص المجلس إلى أنه غير قادر على إدارة "المنزل الوطني" كخدمة طبية وطنية.
في حزيران 1929، تم تعيين رئيس مجلس المديرين في اللجنة الفدرالية لدراسة أنشطة الحكومة المتعلقة بشؤون المحاربين القدامى. وقد أوصت اللجنة بتأسيس إدارة شؤون المحاربين القدامى كوكالة فدرالية.
وفي 21 تموز 1930، تم دمج مكتب شؤون المحاربين القدامى مع مكتب المعاشات و"المنزل الوطني للجنود المتطوعين المعاقين" ليشكلوا جميعًا "إدارة شؤون المحاربين القدامى". وتمت تسمية "المنزل الوطني" بـ "خدمة المنزل".
وفي عام 1933، أوقفت خطة الإغاثة التي أطلقها الرئيس فرانكلين روزفلت أثناء فترة الكساد الكبير التمويل المخصص لمشاريع البناء التابعة لإدارة شؤون المحاربين القدامى، مفضّلة المشاريع التي يمكن أن توفر فرص عمل سريعة وتُنجز بسرعة أكبر.
وبعد عامين، في آب 1935، تم الإعلان عن خطة بناء بقيمة 20,000,000 دولار لصالح إدارة شؤون المحاربين القدامى.
وقد حصل عدد من فروع "المنزل الوطني" السابقة على تمويل لبناء مبانٍ جديدة للعلاج الطبي، ومساكن، ومستودعات، وكراجات لمساكن الموظفين.
في 7 كانون الأول 1941، جلبت حرب أخرى فترة جديدة من التغييرات لـ "المنزل الوطني" السابق. فقد تم تجنيد مزيد من المواطنين للخدمة العسكرية. ولتلبية الطلب المتزايد على الخدمات بعد الحرب العالمية الثانية، ولاحقًا بعد حربي كوريا وفيتنام، تم توسيع فروع "المنزل الوطني" السابقة وتكييفها لخدمة المحاربين القدامى. ولضمان تطوير كفاءات عالية وتدريب متميز للكوادر، عملت إدارة شؤون المحاربين القدامى ومسؤولو مستشفياتها في فترة ما بعد الحرب على إنشاء برامج إقامة طبية في مستشفيات المحاربين القدامى، معتمدة من خلال التعاون مع الجامعات المحلية والإقليمية.
طوال فترة عمله، كان "المنزل الوطني للجنود المتطوعين المعاقين" يُعرف رسميًا باسم "المنزل العسكري الوطني"، وشعبيًا باسم "منزل الجنود القدامى".
لم يتغير الاسم التنظيمي الرسمي بقانون، ولكن أصبحت معظم الفروع تستخدم عنوان المراسلة "المنزل العسكري الوطني" في المدينة والولاية المناسبة. وفي البدايات، لم تكن تسمية "الجندي القديم" تشير إلى عمر المحارب، بل كانت تُستخدم لجميع المحاربين القدامى.

## وجبات الطعام
شملت وجبات الإفطار لحم الخنزير، والنقانق، ولحم البقر المملح، والفاصوليا المطبوخة مع لحم الخنزير، وحساء لحم البقر مع حبوب الهوميني، والبطاطا، والخبز، والزبدة الصناعية.
أما وجبات الغداء فكانت قد تضم الفاصوليا الخضراء، وفاصوليا ليما، والبازلاء المجففة، والمخللات، والفطائر، ولحم الضأن المشوي، والشوربات مثل شوربة الخضار أو الفاصوليا، ولحم البقر المشوي مع البسكويت المقرمش.
بينما كانت وجبات العشاء خفيفة، مثل الفواكه المجففة المطبوخة، والبطيخ، وبسكويت السكر، والشاي، والتوت الطازج، ودقيق الذرة أو الشوفان الملفوف مع الشراب الحلو، والجبن، والبسكويت.
كانت كميات الطعام المطلوبة ضخمة، حيث بلغت 2,800 رطل من لحم الخنزير لوجبة إفطار يوم الأحد، أو 2,950 رطلًا من النقانق. كما كان يُستهلك 1,250 فطيرة في الغداء، و800 رطل من الخبز في كل وجبة، وغير ذلك. وكان إعداد هذه الوجبات يتطلب 126 طباخًا، و44 خبازًا، و18 جزارًا، و22 قاطع خبز، بالإضافة إلى عمال المزارع، وغاسلي الصحون، والنادلين، والبستانيين.

## فروع دور الرعاية الوطنية للجنود المتطوعين ذوي الإعاقة
| بيت               | موقع                                  | تاريخ التأسيس |
| ----------------- | ------------------------------------- | ------------- |
| الفرع الشرقي      | توغوس، مين                            | 1866          |
| الفرع المركزي     | دايتون، أوهايو                        | 1867          |
| فرع الشمال الغربي | ميلووكي، ويسكونسن                     | 1867          |
| الفرع الجنوبي     | هامبتون، فيرجينيا                     | 1870          |
| الفرع الغربي      | ليفنوورث، كانساس                      | 1885          |
| فرع المحيط الهادئ | سوتيل ، لوس أنجلوس، كاليفورنيا        | 1888          |
| فرع ماريون        | ماريون، إنديانا                       | 1888          |
| فرع روزبورغ       | روزبورغ، أوريغون                      | 1894          |
| فرع دانفيل        | دانفيل، إلينوي                        | 1898          |
| فرع ماونتن هوم    | ماونتن هوم ، جونسون سيتي، تينيسي      | 1903          |
| مصحة باتل ماونتن  | ينابيع المياه الحارة، داكوتا الجنوبية | 1907          |
| منزل توسكيجي      | توسكيجي، ألاباما                      | 1923          |
| فرع باث           | باث، نيويورك                          | 1929          |
| منزل سانت بطرسبرغ | سانت بطرسبرغ، فلوريدا                 | 1930          |

## روابط خارجية
- National Archives.gov: دار وطنية للجنود المتطوعين ذوي الإعاقة